# George Washington Smith (Politiker)

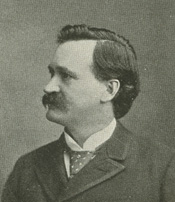
George Washington Smith

George Washington Smith (* 18. August 1846 im Putnam County, Ohio; † 30. November 1907 in Murphysboro, Illinois) war ein US-amerikanischer Politiker. Zwischen 1889 und 1907 vertrat er den Bundesstaat Illinois im US-Repräsentantenhaus.

## Leben
Im Jahr 1950 zog George Smith mit seinem Vater in das Wayne County in Illinois, wo er die öffentlichen Schulen besuchte. Danach besuchte er im Jahr 1868 das McKendree College in Lebanon, machte dann aber eine Lehre als Schmied. Nach einem Jurastudium an der Indiana University in Bloomington und seiner 1870 erfolgten Zulassung als Rechtsanwalt begann er in Murphysboro in diesem Beruf zu arbeiten. Zwischen 1880 und 1888 übte er die Funktion des Master in Chancery aus. Gleichzeitig schlug er als Mitglied der Republikanischen Partei eine politische Laufbahn ein.
Bei den Kongresswahlen des Jahres 1888 wurde Smith im 20. Wahlbezirk von Illinois in das US-Repräsentantenhaus in Washington, D.C. gewählt, wo er am 4. März 1889 die Nachfolge von John R. Thomas antrat. Nach neun Wiederwahlen konnte er bis zu seinem Tod am 30. November 1907 im Kongress verbleiben. In diese Zeit fiel der Spanisch-Amerikanische Krieg von 1898. Ab 1895 vertrat Smith als Nachfolger von Andrew J. Hunter den 22. Distrikt seines Staates. Ab 1895 war er Vorsitzender des Ausschusses für private Landansprüche.